# Waverly (Virginia)
Waverly is een plaats (town) in de Amerikaanse staat Virginia, en valt bestuurlijk gezien onder Sussex County.

## Demografie
Bij de volkstelling in 2000 werd het aantal inwoners vastgesteld op 2309.
In 2006 is het aantal inwoners door het United States Census Bureau geschat op 2207, een daling van 102 (-4,4%).

## Geografie
Volgens het United States Census Bureau beslaat de plaats een oppervlakte van
7,9 km², geheel bestaande uit land. Waverly ligt op ongeveer 34 m boven zeeniveau.

## Plaatsen in de nabije omgeving
De onderstaande figuur toont nabijgelegen plaatsen in een straal van 28 km rond Waverly.